# Beaujolais (vinho)

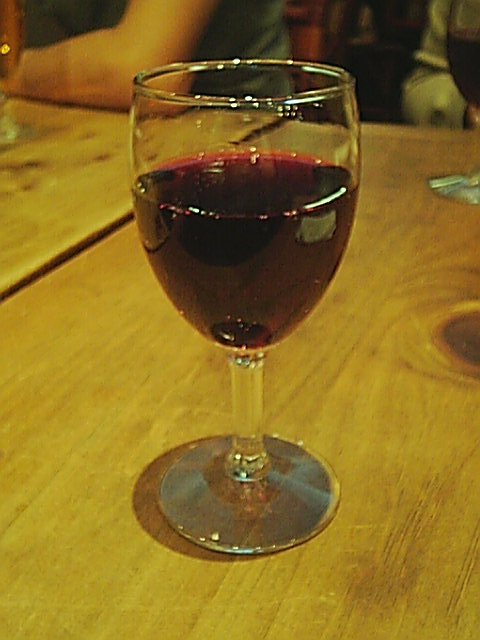
⠀⠀⠀⠀⠀

Beaujolais é um tipo de vinho francês, de Denominação de Origem Controlada, (AOC) elaborado com a uva tinta Gamay.

## Tipos
Os Beaujolais podem ser dividos em quatro tipos:
- Beaujolais nouveau - vinho jovem, sem envelhecimento
- Beaujolais - pouco envelhecido
- Beaujolais-Village - fabricado nos 38 vilarejos credenciados do Ródano[6]
- Beaujolais cru - com nomes dos domínios (appellation): Brouilly, Chiroubles, Côte de Brouilly, Fleurie, Juliénas, Morgon, Moulin à Vent, Régnié, Chénas, Saint-Amour. Estes são os melhores.

### Beaujolais nouveau
O Beaujolais mais conhecido é o Beaujolais nouveau, um vinho jovem que fica pronto para o consumo aproximadamente dois meses após a colheita. A chegada do beaujolais nouveau é celebrada pelos franceses, que recebem o vinho simultaneamente sempre na terceira quinta-feira do mês de novembro. Sua chegada é anunciada com a célebre frase Le Beaujolais Nouveaux est arrivée!!! 
É produzido a partir das uvas gamay, por um processo conhecido como maceração carbônica, onde as uvas fermentam em cubas sem esmagamento. A pele da uva é estourada pela fermentação.
O Nouveau é um vinho muito frutado, leve e fresco. Deve acompanhar pratos igualmente leves e deve ser bebido a uma temperatura mais baixa que outros tintos: aproximadamente 14ºC. Deve ser consumido até seis meses da fabricação.

### Beaujolais
Representa a maior parte da produção, chegando a 53 hl/ano. É comercializado durante o ano como um vinho das quatro estações. É um dos poucos vinhos que se adapta a diversas culinárias. Deve ser consumido em um ano ou dois a partir da colheita. 
O Beujolais é um vinho frutado (morangos, framboesas, etc.), muito aromático, servido tradicionalmente na garrafa lyonesa de 46cl nos bouchons de Lyon e nos bistrôs parisienses. 

### Beaujolais-Village
Cerca de 1 250 viticultores produzem o Beaujolais-villages, em 38 vilas do Ródano e de Saône-et-Loire e 3 zonas geográficas de delimitação específica.
O Beaujolais-Village é um vinho frutado e encorpado, que reflete as características de seu terroir. 
Cultivados em solos de granito e areia, os Beaujolais-Village apresentam uma cor intensa, com reflexos cereja e grená, com aromas de frutos vermelhos onde dominam o cassis e o morango. 
Anualmente são produzidos em torno de 50hl/ha de Beaujolais-Village nos 6,000ha de vinhas.

### Beaujolais cru
Beaujolais existe em 10 diferentes crus: 
- Chiroubles, Brouilly, Régnié: vinhos leves, frutados e crocantes, com bagas vermelhas e especiarias;
- Juliénas, Fleurie, Côte de Brouilly, St-Amour : possuem estrutura sólida com taninos florais, aromas de violetas, íris e peônia.
- Chénas, Moulin-à-Vent e Morgon: ricos, intensos, minerais, com notas de ameixa e cereja. Podem ser conservados mais tempo do que outros Beaujolais (de 5 a 10 anos) e tornar-se melhor com o passar do tempo.